# Holmens naturreservat
Holmens naturreservat är ett naturreservat i Skinnskattebergs kommun i Västmanlands län.
Området är naturskyddat sedan 2022 och är 5 hektar stort. Reservatet omfattar en del av Hedströmmen och består av två naturliga forssträckor med lugnare sträckor däremellan omgivna av lummig lövskog.